# Tomasz Górawski
Tomasz "Fil" Górawski (ur. 1982  – zm. 18 lutego 2008 w Szebniach), to polski muzyk i instrumentalista, perkusista znany z występów w grupie muzycznej Neolith, Lunatic Dreams oraz Garroter. Muzyk zmarł w wyniku obrażeń odniesionych podczas wypadku samochodowego.